# 일본비행기 전무댁 방화 살인 사건
일본비행기 전무댁 방화살인사건(일본어: 日本飛行機専務宅放火殺人事件 닙폰히코키센무타쿠호카사츠진지켄[*])은 1990년 4월 12일 중핵파가 일으킨 테러 사건이다.
1990년 4월 12일 오전 2시 50분경, 가나가와현 가마쿠라시의 일본비행기 전무 자택에서 화재가 발생했다. 전무는 먼저 잠에서 깨어 자고 있던 아내를 깨우고, 인근 민가에 소방서 신고를 부탁하고 탈출했다. 자택은 전소했고, 아내는 탈출하지 못해 일산화탄소 중독으로 사망했다. 전무도 얼굴과 머리에 전치 1개월의 화상을 입었다.
화재는 시한식 발화장치의 작동에 의한 것으로, 도주로를 막는 형태로 2개소에 발화장치가 설지되어 있었다. 당시 나리타 공항 문제를 둘러싸고 항공 관계자의 주거지에 방화가 잇따랐지만, 시체가 생긴 것은 이 사건이 처음이었다.
일본비행기 총무부는 “과격파가 (우리에게) 파고든 이유를 모르겠다. 희생자가 나온 것에 분노를 느낀다”고 논평했다. 하지만 일본비행기는 방위청에 항공기 부품을 납품하고, 주주인 일본항공과 전일본공수에서 임원이 파견되고 있었기에 테러의 표적이 될 만했다.
사건 이후 중핵파가 범행성명을 내면서 공안은 중핵파의 테러로 단정했다. 당시 나리타에서는 나리타 신법에 근거하여 단결오두막들의 제거가 진행 중이었고, 중핵파는 전년(1989년) 12월부터 동년(1990년) 4월까지를 “사투의 5개월”이라고 평가하고 있었다.